# Stipagrostis arachnoidea
Stipagrostis arachnoidea är en gräsart som först beskrevs av Dmitrij Litvinov, och fick sitt nu gällande namn av De Winter. Stipagrostis arachnoidea ingår i släktet Stipagrostis och familjen gräs. Inga underarter finns listade i Catalogue of Life.